# Alternaria carthami
Alternaria carthami är en svampart som beskrevs av S. Chowdhury 1944. Alternaria carthami ingår i släktet Alternaria och familjen Pleosporaceae.   Inga underarter finns listade i Catalogue of Life.